# Tholen (municipio)
Tholen es un municipio de la provincia de Zelanda (Países Bajos). El municipio se extiende a lo largo de dos penínsulas que fueron antiguamente islas; la mayor de ellas recibe también el nombre de penínsuala Tholen, mientras que la otra se llama península Sint Philipsland (San Felipe).

## Localidades
En Sint Philipsland:
- Sint Philipsland
- Anna Jacobapolder
- Sluis

En Tholen:
- Oud-Vossemeer
- Poortvliet
- Scherpenisse
- Sint Annaland
- Sint Maartensdijk
- Stavenisse
- Tholen

## Galería

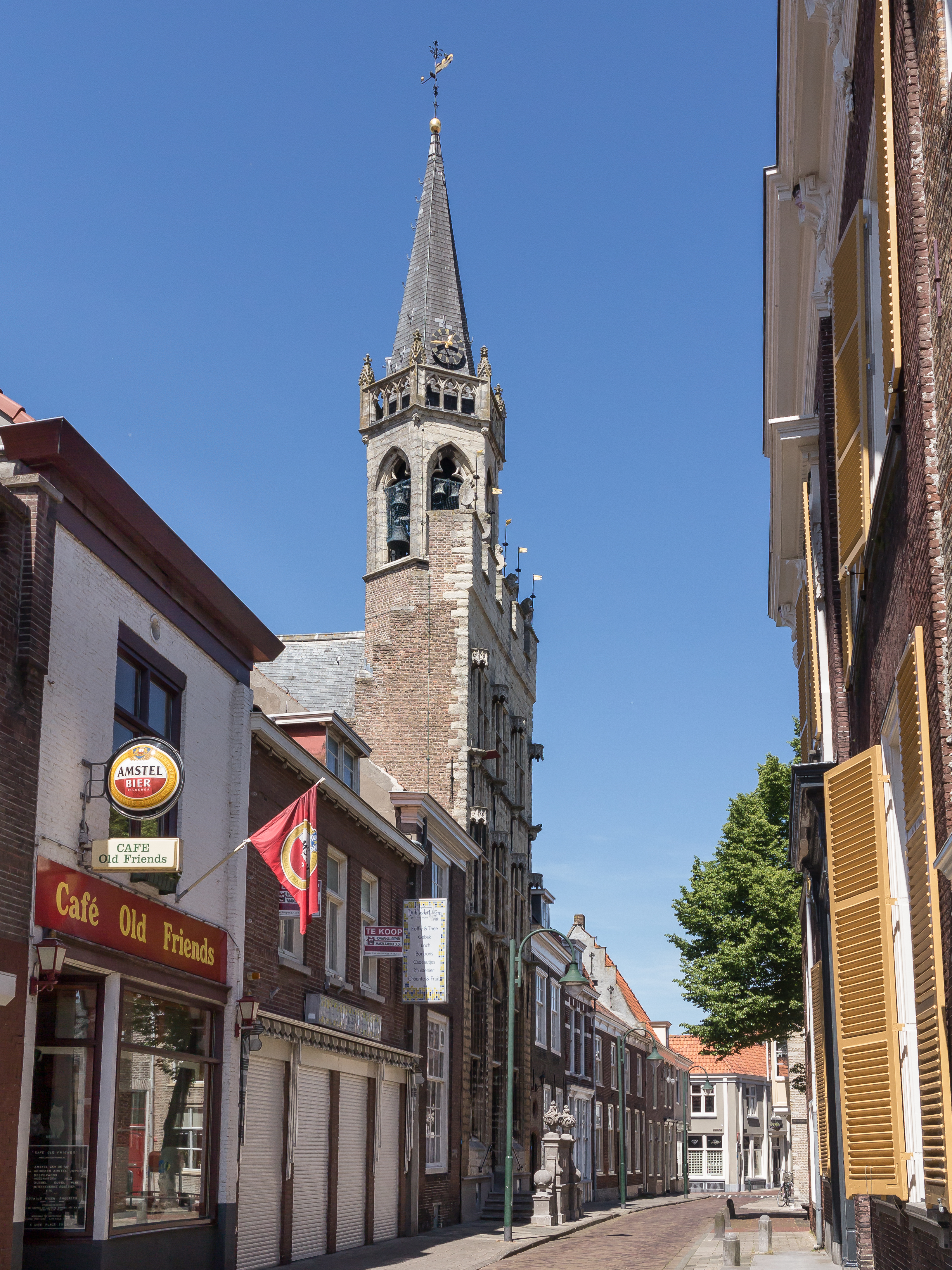
Tholen, el antiguo ayuntamiento en la calle
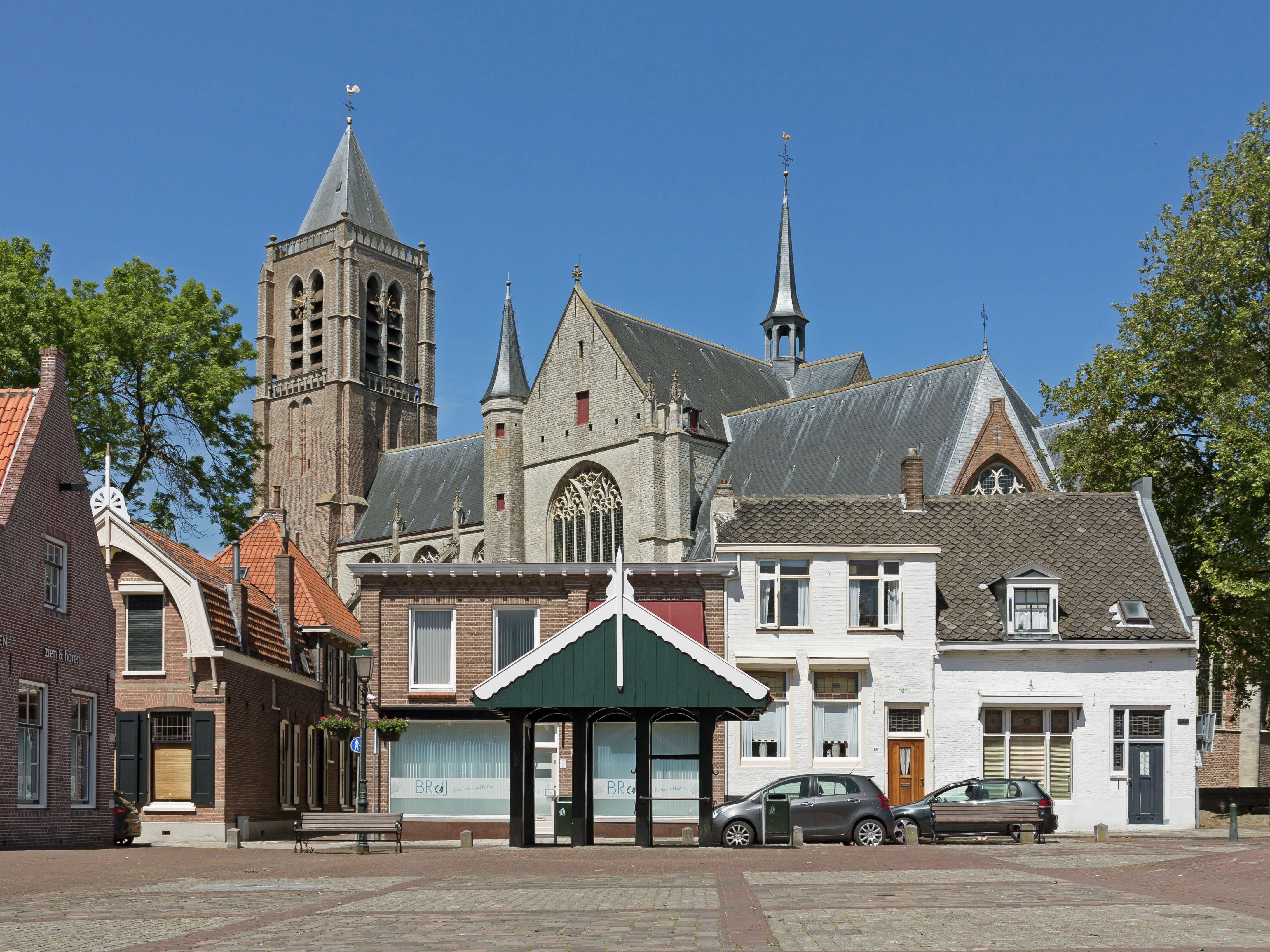
Tholen, la iglesia: la Grote o Onze Lieve Vrouwekerk
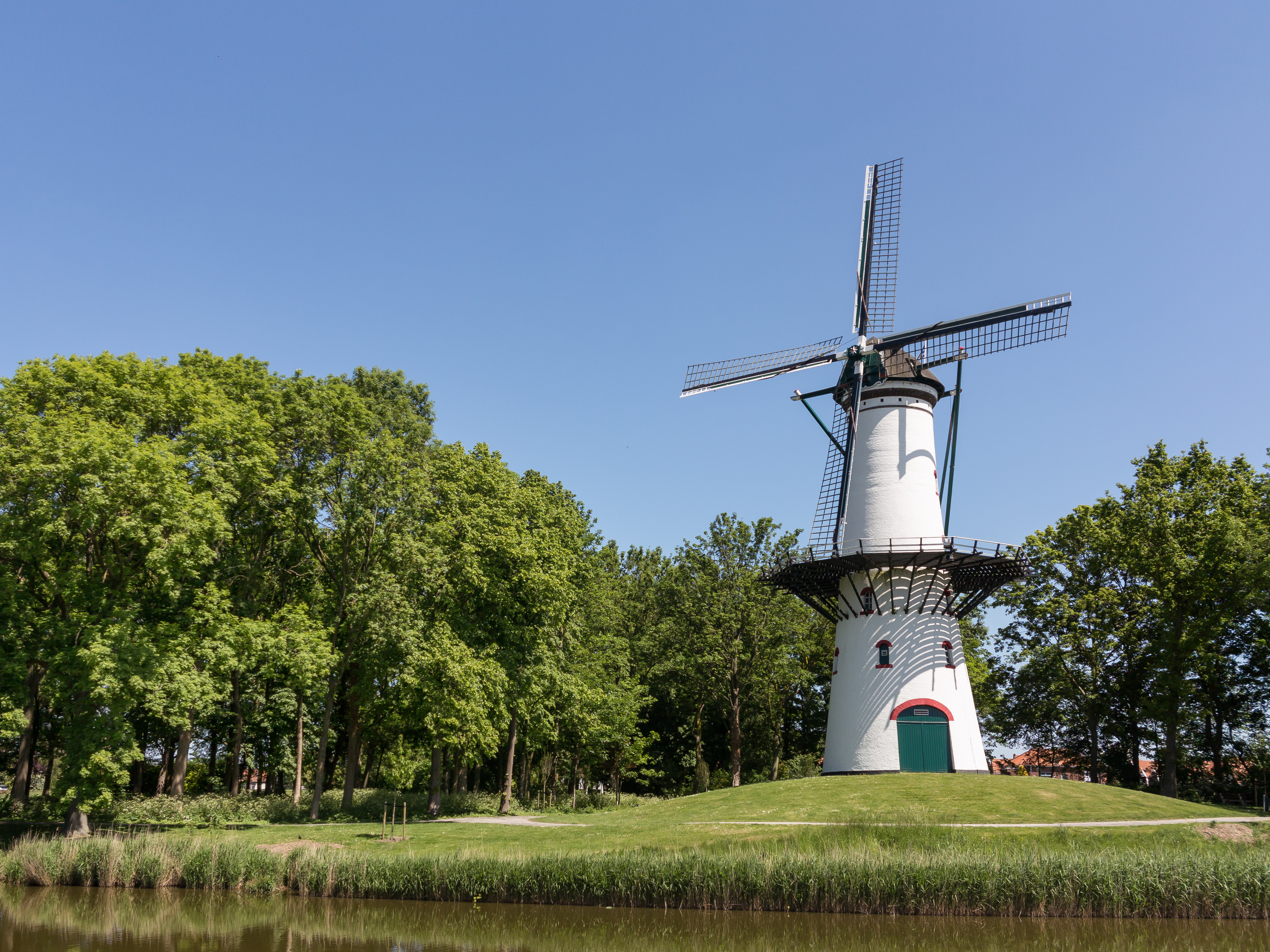
Tholen, el molino: molen de Hoop
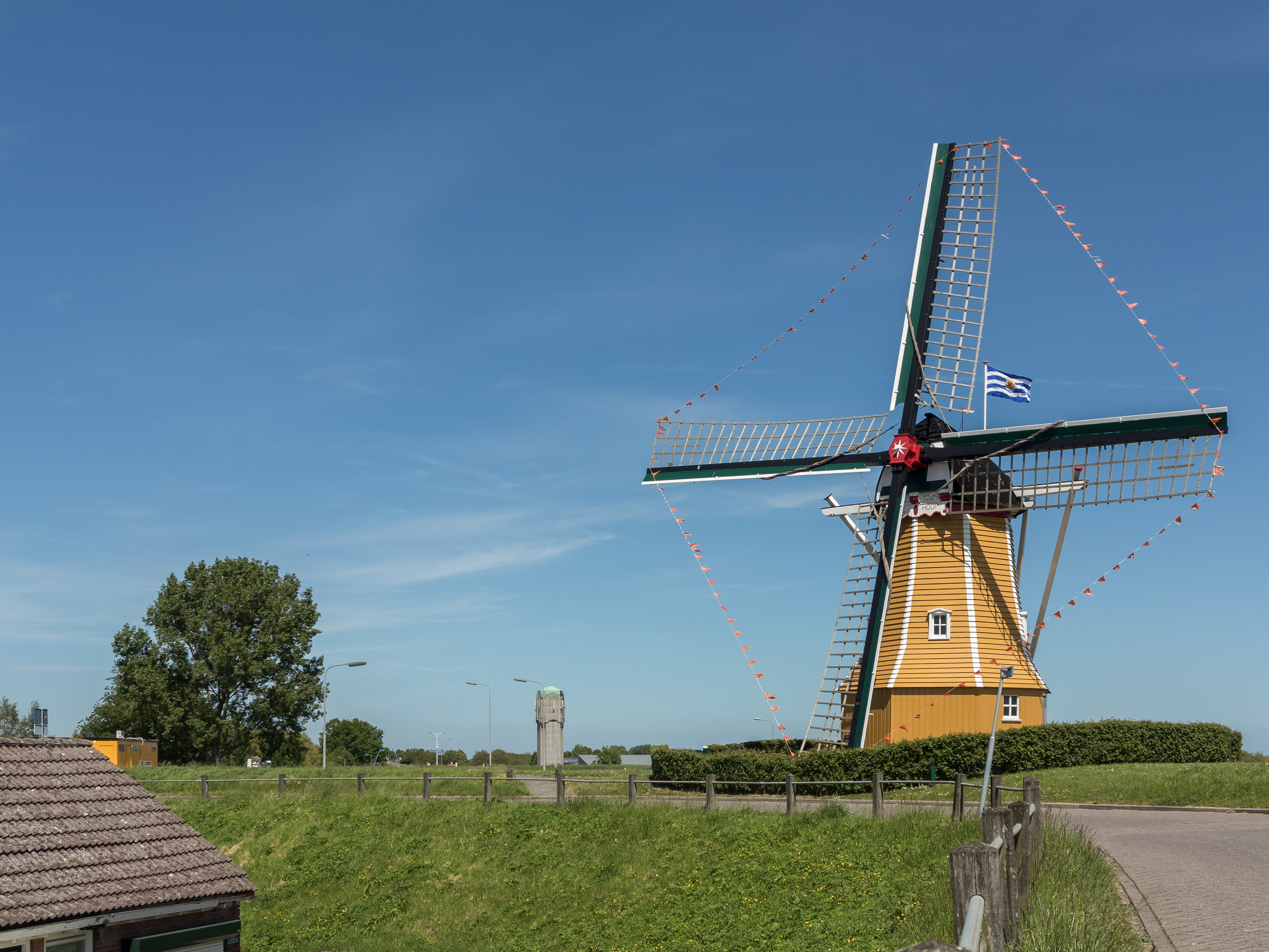
Sint Philipsland, el molino: korenmolen de Hoop
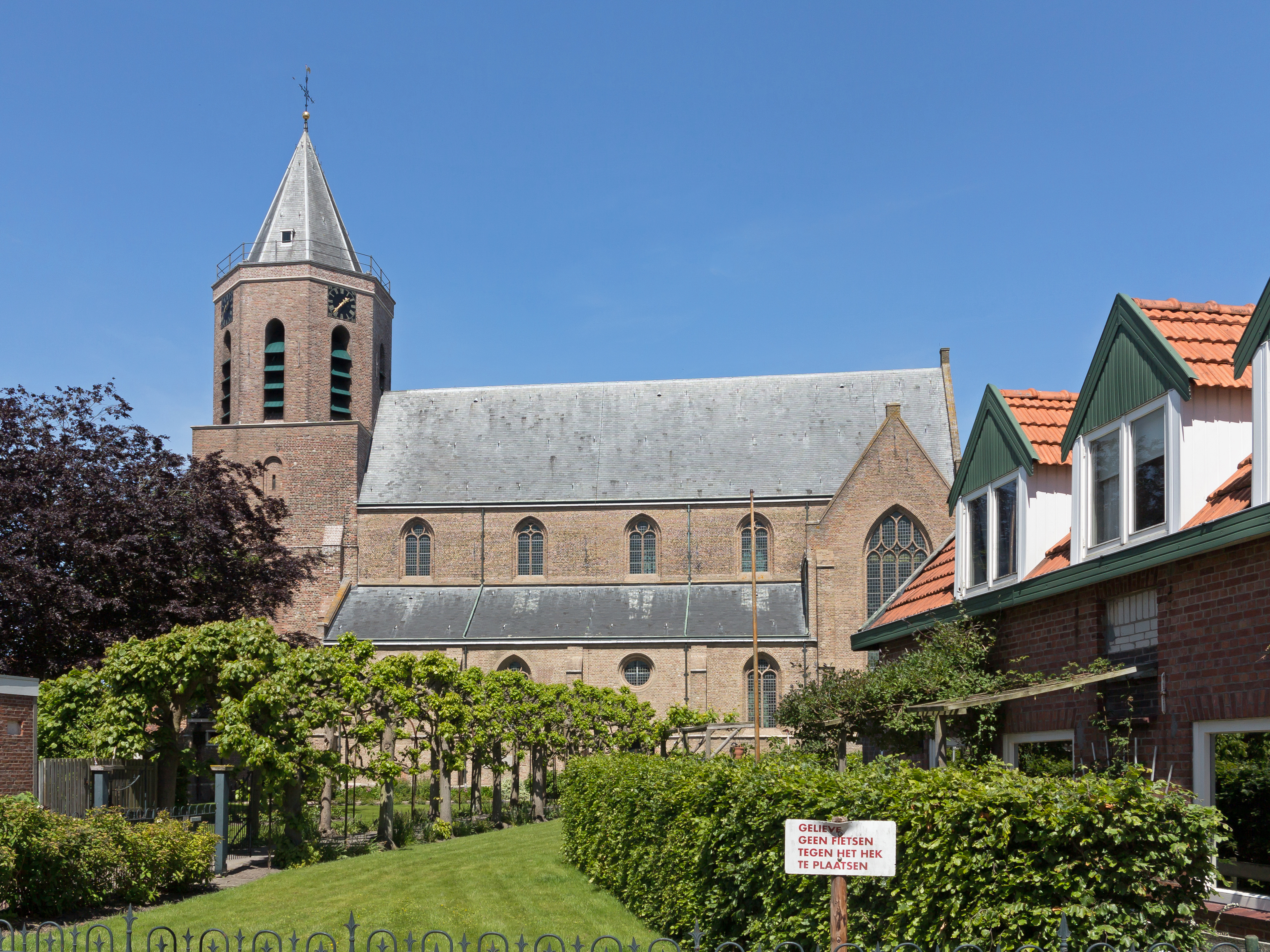
Poortvliet, la iglesia: la Sint Pancratiuskerk

## Ciudades hermanadas
- Iława (Polonia).

- Datos: Q10082
- Multimedia: Tholen / Q10082